# Distelrather Kapelle

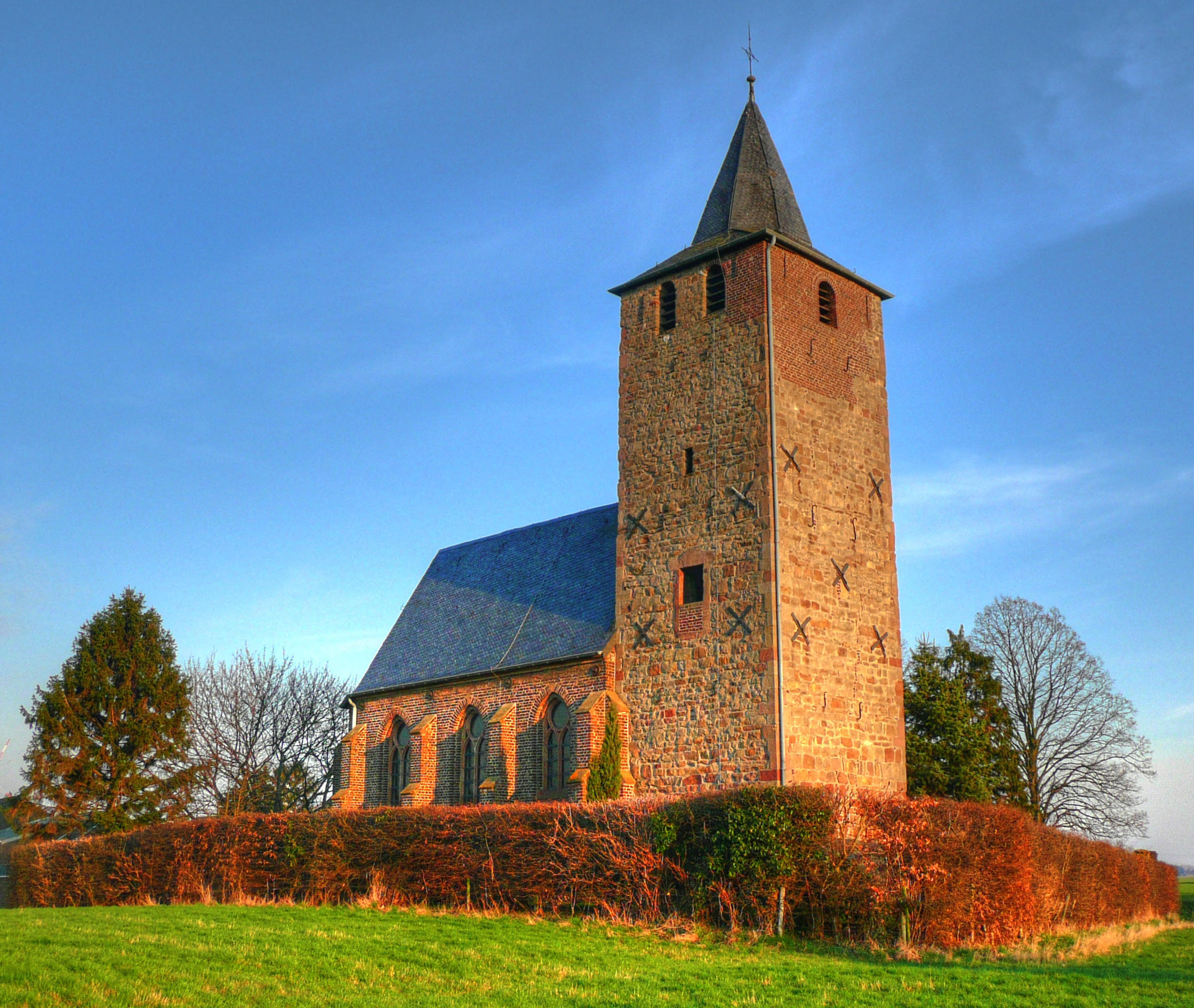
Das Ühledömche von Nordwesten her gesehen

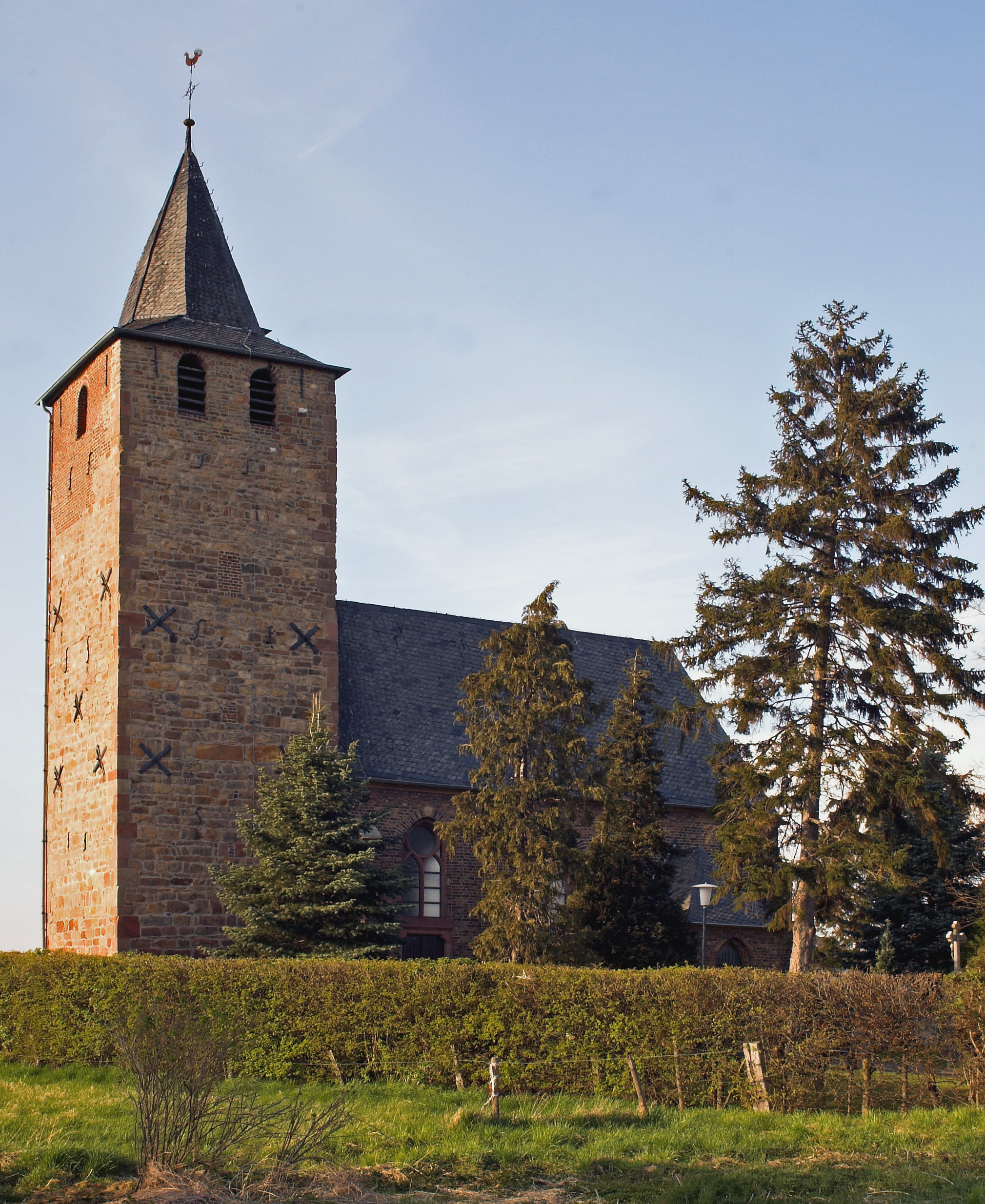
Das Ühledömche von Süden her gesehen

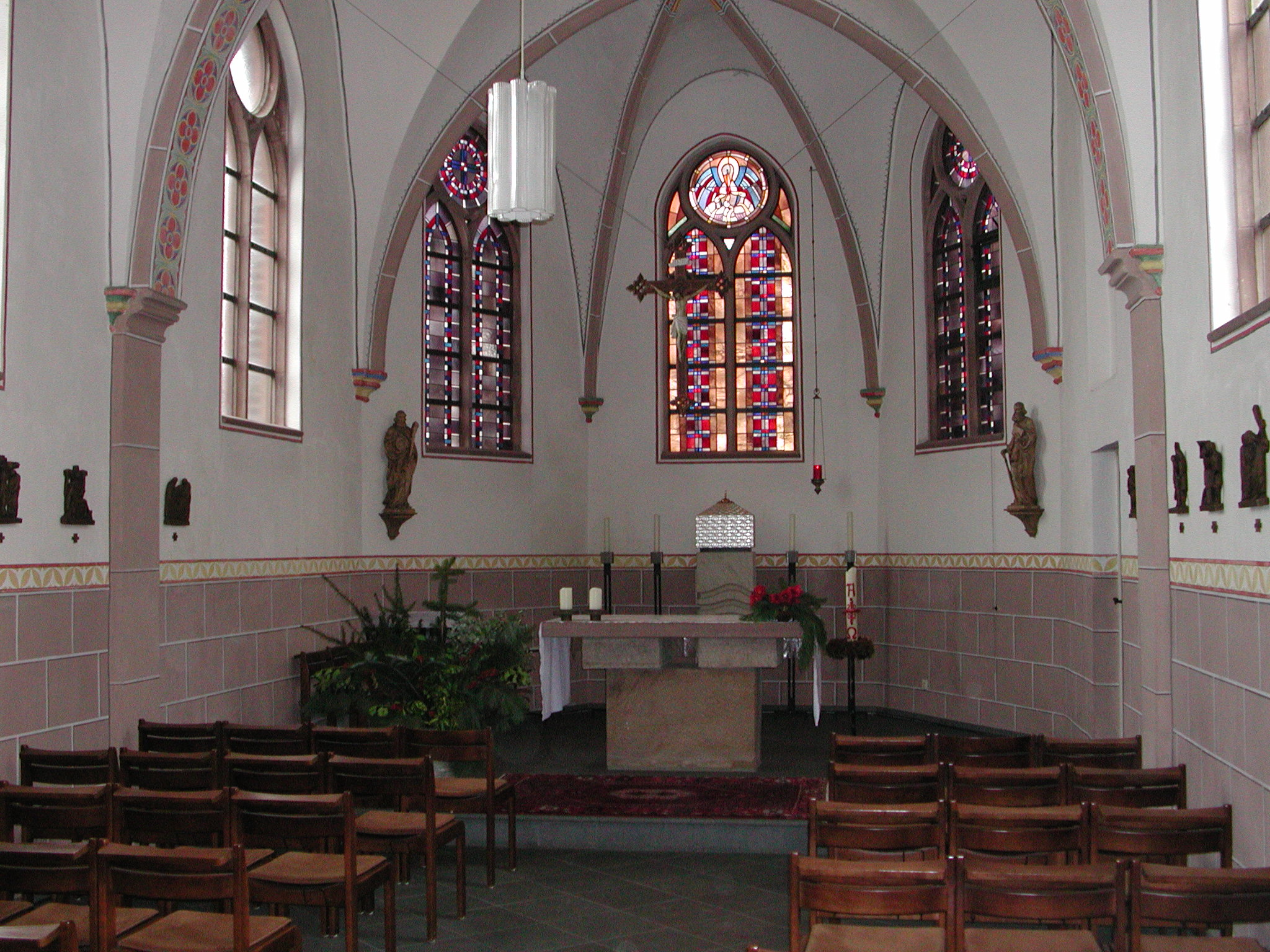
Das Innere der Kapelle

Die Distelrather Kapelle (rheinländisch Ühledömche, „Eulendömchen“, kleiner Dom mit (früher nistenden) Eulen) in Distelrath ist das älteste erhaltene Kirchengebäude Dürens. Heute nisten im Turm die Turmfalken.
Die Kirche hat das Patrozinium der Apostel Simon und Judas.

## Allgemeines
Nachweislich ältester Teil ist der Kirchturm, der als Wehrturm (event. des bezeugten Erbforsthofes) schon vor dem 11. Jahrhundert erbaut wurde.
Die Kapelle war immer Filialkirche der Stadtkirche St. Martin, später St. Anna, und gehört heute zu St. Bonifatius in Düren-Ost. 1873 wurde das alte Kirchenschiff wegen Baufälligkeit abgebrochen und im heutigen Zustand neu errichtet. Der Turm blieb nach wie vor bestehen. Erst 110 Jahre später, am 23. April 1983, wurde die instandgesetzte Kapelle neu geweiht. Im März 2013 wurde ein Förderverein zur Unterhaltung des Kirchenbaus gegründet.

## Namensherkunft
Die landläufige Meinung ist, dass die dort früher nistenden Eulen (mundartlich: Ühle) die Namensgeber sind. Der volkstümliche Name kann auch historischen Ursprungs sein. Im Jahre 881 wurde der hl. Egilhardus, auch Eulardus oder Zint Uehles genannt, im Bethlehemer Wald bei Bergheim von den Normannen getötet. Die Stelle soll auch noch lange Zeit „Am Zint Uehles“ geheißen haben. Er war der 8. Abt des Klosters Inda (Kornelimünster). Sicherlich hat man ihn nicht an Ort und Stelle beerdigt, sondern wollte ihn heim ins Kloster nach Kornelimünster bringen. Das war aber wohl nicht mehr möglich, weil die Normannen inzwischen auch Aachen und Kornelimünster erreicht hatten. Die Klosterkirche war zerstört. Hat man nun den Toten auf halbem Wege in Distelrath beerdigt, weil es zu dieser Zeit frei von Normannen war? Dann wäre vielleicht durch Sprachverschleiß aus Ühlesdömche nun Ühledömche geworden. Zeitlich würde das ungefähr passen, denn auf der Bronzetafel außen an der heutigen Kirche heißt es, dass sie 1983, mehr als 1000 Jahre nach ihrer Gründung, restauriert und neu geweiht wurde.

## Glocke
| Nr. | Name  | Durchmesser (mm) | Masse (kg, ca.) | Schlagton (HT-1/16) | Gießer | Gussjahr        |
| 1   | Maria | 670              | 200             | es² +7              | –      | 15. Jahrhundert |

Die Kapelle ist unter Nummer 1/27 in die Denkmalliste der Stadt Düren eingetragen.

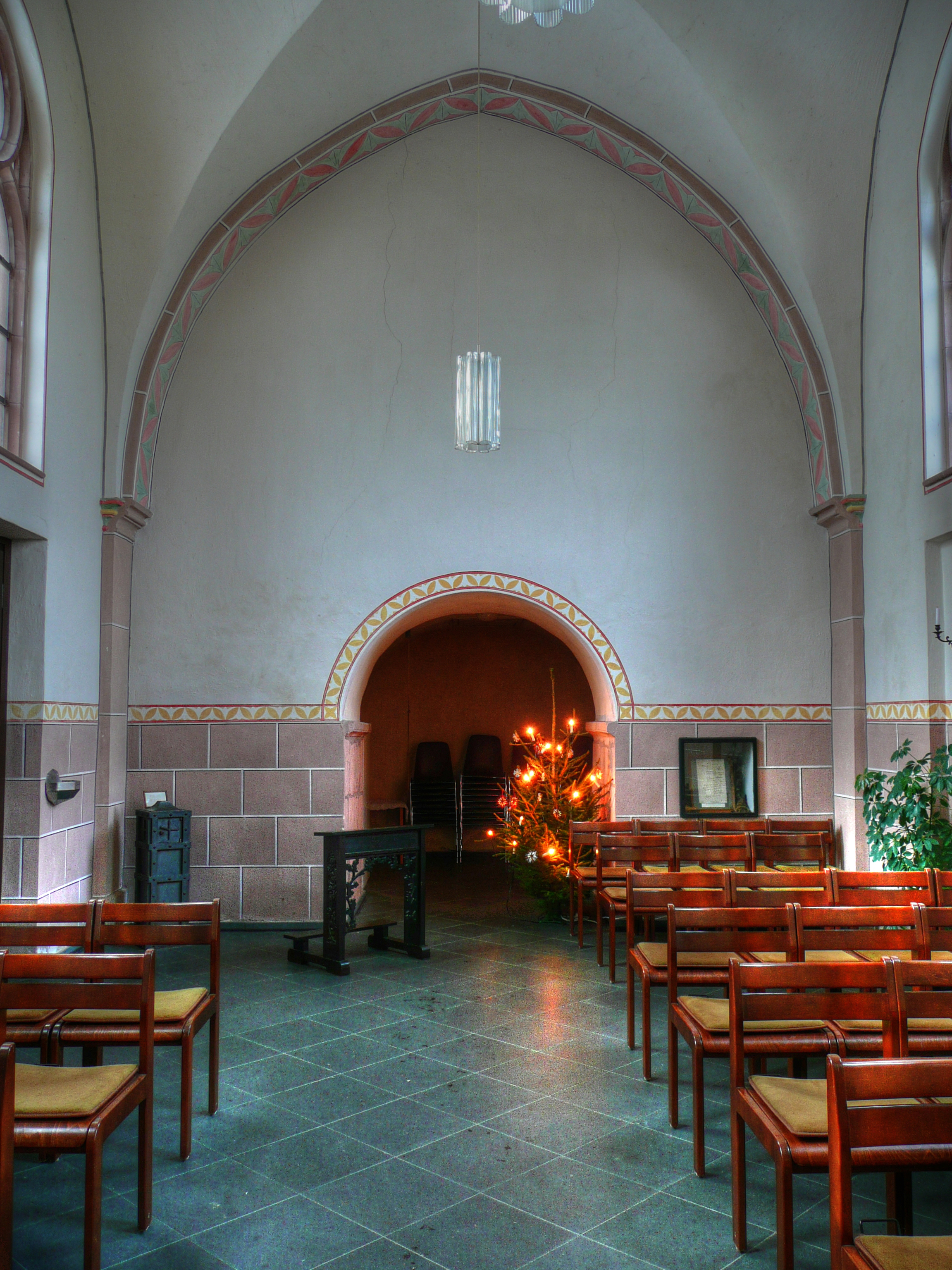
Blick ins Kirchenschiff nach Westen
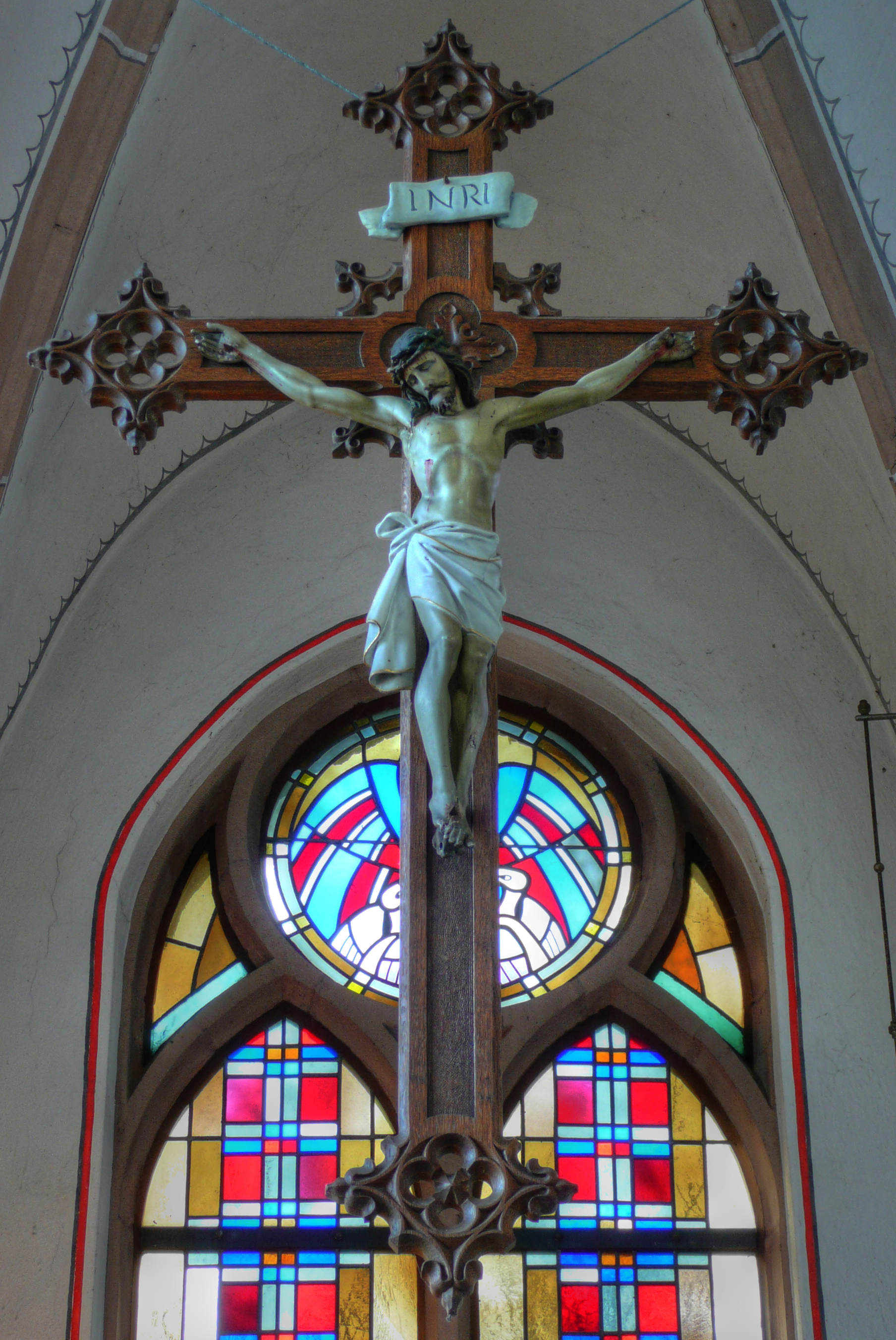
Kruzifix
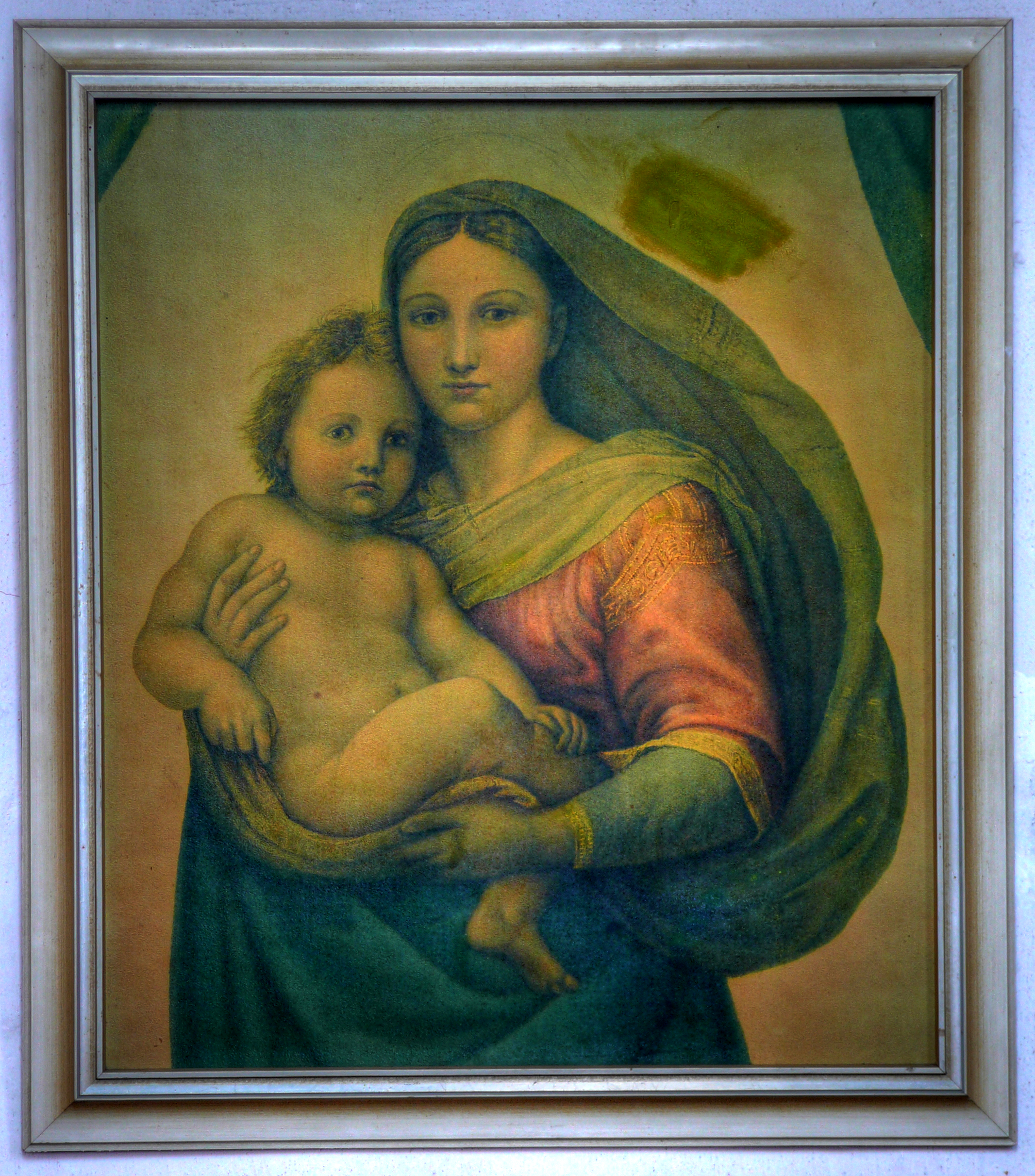
Gemälde der Madonna mit Kind
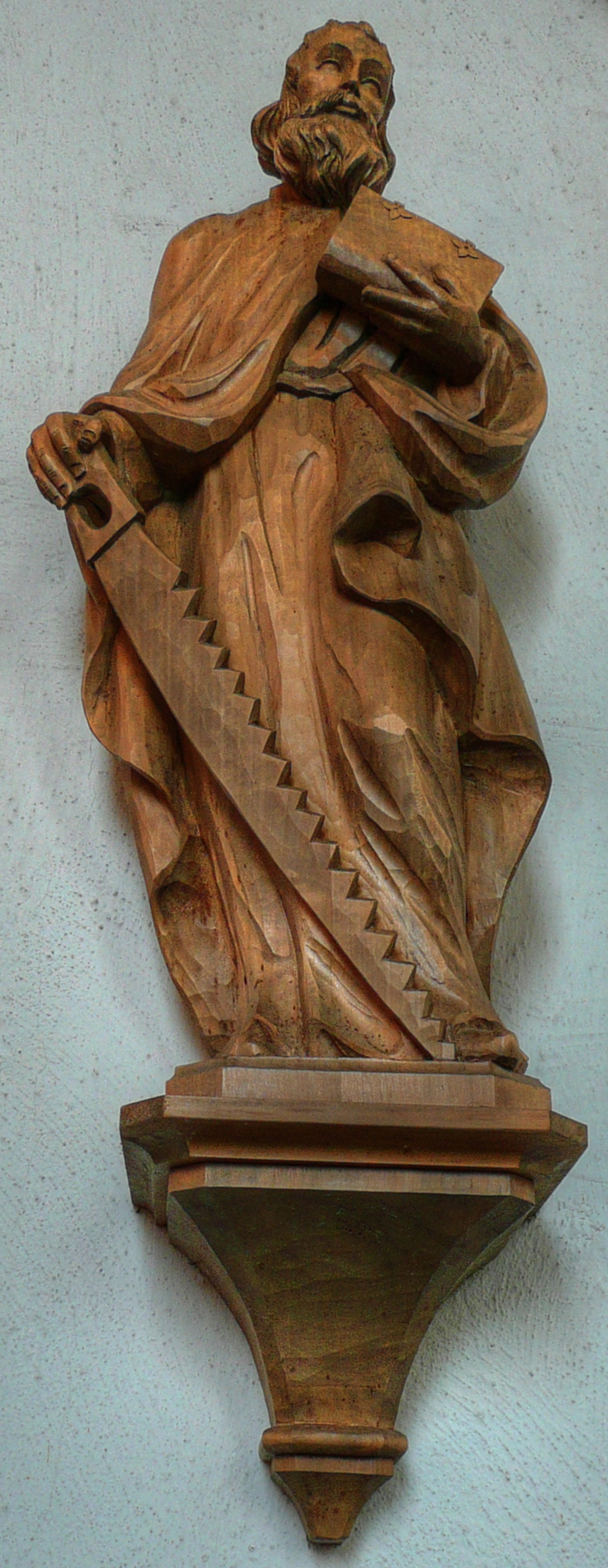
Holzplastik des Hl. Simon Zelotes
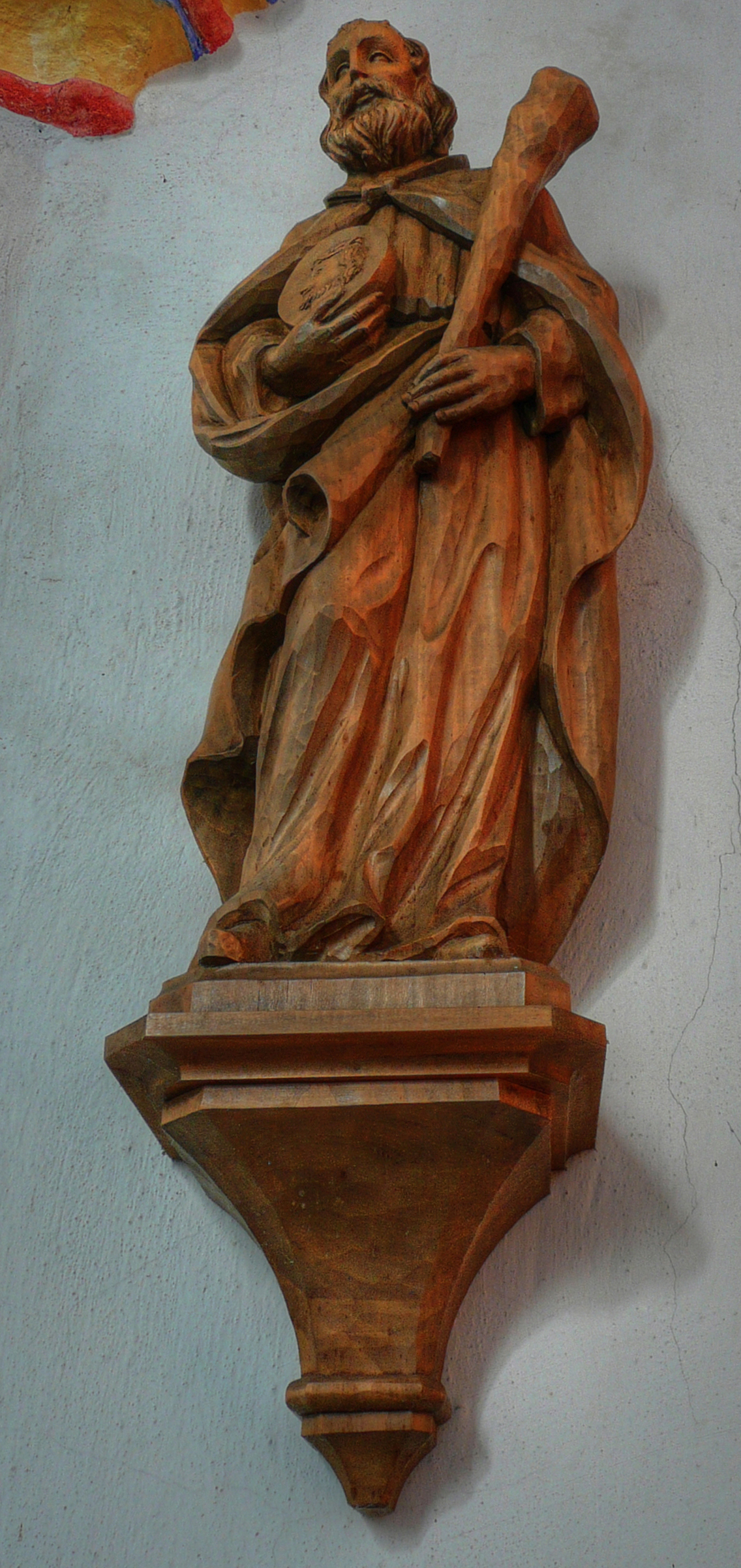
Holzplastik des Hl. Judas Thaddäus